# Zimowe Igrzyska Olimpijskie 1932
III Zimowe Igrzyska Olimpijskie odbyły się w amerykańskiej miejscowości Lake Placid w 1932.
Uroczystego otwarcia dokonał gubernator stanu Nowy Jork, a późniejszy prezydent USA Franklin Delano Roosevelt. Organizatorów zaskoczyła aura, stąd wiele zawodów poprzekładano na inne terminy. W związki z dużymi nakładami finansowymi poniesionymi przez organizatorów przed rozpoczęciem igrzysk (stadion i tor bobslejowy) impreza zakończyła się dużą stratą finansową (około 1 miliona dolarów).

## Dyscypliny olimpijskie
- bobsleje (debiut męskich dwójek)
- hokej na lodzie
- łyżwiarstwo
  - łyżwiarstwo figurowe
  - łyżwiarstwo szybkie
- narciarstwo klasyczne
  - biegi narciarskie
  - skoki narciarskie
  - kombinacja norweska
- zaprzęgi z psami (sport pokazowy)

## Państwa uczestniczące
| - Austria - Belgia - Czechosłowacja - Finlandia - Francja - Japonia - Kanada - Rzesza Niemiecka |  | - Norwegia - Polska - Rumunia - Stany Zjednoczone - Szwajcaria - Szwecja - Węgry - Wielka Brytania - Włochy |

## Wyniki
| - biegi narciarskie - bobsleje - hokej na lodzie - kombinacja norweska |  | - łyżwiarstwo figurowe - łyżwiarstwo szybkie - skoki narciarskie |

### Dyscyplina pokazowa
- curling
- łyżwiarstwo szybkie kobiet
- zaprzęgi z psami

## Statystyka medalowa
| Klasyfikacja medalowa |                   |       |        |      |       |
| Lp.                   | Państwo           | złoto | srebro | brąz | razem |
| 1                     | Stany Zjednoczone | 6     | 4      | 2    | 12    |
| 2                     | Norwegia          | 3     | 4      | 3    | 10    |
| 3                     | Szwecja           | 1     | 2      | 0    | 3     |
| 4                     | Kanada            | 1     | 1      | 5    | 7     |
| 5                     | Finlandia         | 1     | 1      | 1    | 3     |
| 6                     | Austria           | 1     | 1      | 0    | 2     |
| 7                     | Francja           | 1     | 0      | 0    | 1     |
| 8                     | Szwajcaria        | 0     | 1      | 0    | 1     |
| 9                     | Rzesza Niemiecka  | 0     | 0      | 2    | 2     |
| 10                    | Węgry             | 0     | 0      | 1    | 1     |